# Daily Times (Nigeria)
Pour les articles homonymes, voir Daily Times.
Le Daily Times est un journal basé à Lagos au Nigeria. À son apogée dans les années 1970, il est l'une des entreprises détenues localement les plus prospères en Afrique,,,.
Le journal connaît un déclin après son acquisition par le gouvernement en 1975. Ce qui restait a été vendu à un investisseur privé en 2004. Folio Communications Limited a officiellement assumé la propriété du Daily Times of Nigeria Plc le 3 septembre 2004, après une cérémonie de passation de pouvoirs colorée diffusée à la télévision. La société n'était pas et n'est toujours pas un consortium. C'est une société à responsabilité limitée privée.
L'impression du titre phare, The Daily Times, reprend après la prise de possession en bonne et due forme en 2006 jusqu'en 2009, partiellement pour satisfaire aux exigences intégrées du contrat de vente d'entreprise tandis que le redressement et la restructuration de la société se poursuivent.
Bien que le Daily Times soit revenu dans les rues en décembre 2014, des efforts supplémentaires ont été déployés pour le retour des autres titres viables, en particulier le Sunday Times, le Weekend Times et le Lagos Weekend, dans les rues,.

## Historique

### Premières années
La Nigerian Printing and Publishing Company, éditrice du Daily Times, est constituée le 6 juin 1925 par Richard Barrow, Adeyemo Alakija, V.R. Osborne et d'autres. Ils ont imprimé le premier exemplaire sous le nom de The Nigerian Daily Times le 1er juin 1926. Alakija était un avocat africain, tandis que les autres fondateurs représentaient des groupes d'intérêts européens à la Chambre de commerce de Lagos. La société a décidé d'acquérir l'African Messenger publié par Ernest Ikoli et de prendre en charge la publication du bulletin d'information Reuters pour servir la communauté des affaires. Ernest Ikoli était le premier rédacteur en chef et Alakija était président du conseil. Alakija et Ikoli se sont impliqués dans le mouvement nationaliste nigérian. Plus tard, Ikoli est devenu membre du Conseil législatif en 1941, tandis qu'Alakija a été nommé au Conseil exécutif du gouverneur en 1943,.
En 1928, la nouvelle publication a commencé à percevoir des revenus publicitaires des entreprises étrangères opérant dans le pays, et au cours des dix années suivantes, elle a dominé la publicité des entreprises expatriées. Le journal a adopté une politique de détachement par rapport aux problèmes politiques locaux, préférant se concentrer sur le soutien aux questions liées au progrès nigérian. Au début des années 1930, le panafricaniste Dusé Mohamed Ali a rejoint le journal en tant que journaliste à l'âge de 65 ans. Il a ensuite fondé le journal influent The Comet. Le Daily Times est devenu une voix populaire du mouvement nationaliste. L'éducation a été l'une des premières préoccupations. Dans un éditorial de 1934, le journal s'est opposé aux écoles de l'Autorité autochtone, qu'il considérait comme contrôlées par des marionnettes de l'administration coloniale, et a préconisé des écoles missionnaires indépendantes. Le premier institut tertiaire de la colonie, Yaba College, a ouvert en janvier 1934. Le Nigerian Daily Times l'a décrit comme « une grande idée, une structure imposante, reposant sur des fondations plutôt fragiles... nous tenons à déclarer catégoriquement que ce pays ne se satisfera pas d'une marque inférieure [d'éducation] telle que semble le menacer le plan actuel ». R. B. Paul, un homme d'affaires de Liverpool, qui avait des intérêts dans le magazine West Africa et plus tard dans le West African Review, a acheté le journal en 1935. Lorsque Nnamdi Azikiwe (« Zik ») a lancé son West African Pilot en 1937, consacré à la lutte pour l'indépendance du joug colonial britannique, de nombreux journaux établis tels que le Nigerian Daily Times ont perdu une grande partie de leur lectorat. Le Daily Times a réagi en levant des capitaux étrangers et en injectant du sang neuf dans l'équipe éditoriale. De plus, les nouveaux propriétaires ont embauché plus de personnel expatrié pour occuper les postes de directeur commercial, de rédacteur en chef et de responsable des travaux. Mais le journal a eu du mal à obtenir du papier pendant la Seconde Guerre mondiale et le nombre de journaux imprimés a chuté,,,.

### Années de pic
En 1947, le groupe Daily Mirror de Londres, dirigé par Cecil King, a acheté le Daily Times, le Gold Coast Daily Graphic, l'Accra Sunday Mirror et le Sierra Leone Daily Mail. King a introduit la première presse d'impression rotative privée au Nigeria, ainsi que la photogravure, la composition et la fonte de caractères. Il a importé des journalistes qualifiés mais a suivi une politique délibérée d'africanisation. Le groupe Mirror a introduit des innovations populaires telles que des paragraphes et des phrases courts, de nombreuses illustrations et photos, et des histoires d'intérêt humain. La circulation du journal est passée de 25 000 exemplaires par jour en 1950 à 95 000 en 1959. Pendant les années 1950, le Nigerian Daily Times a joué un rôle important dans le processus qui a conduit à l'indépendance en 1960. Au début des années 1950, l'entreprise a embauché Percy Roberts, journaliste en tant que conseiller éditorial et plus tard directeur général. Roberts a produit des publications sœurs telles que le Sunday Times et le Sporting Record.
Ismail Babatunde Jose avait rejoint le journal en 1941 en tant que stagiaire technique. Il a rapidement été promu reporter, puis correspondant régional et finalement rédacteur en chef adjoint. Cecil King l'a nommé rédacteur en chef en 1957. Jose est devenu directeur général en 1962 et président en 1968. Il a changé le nom du journal phare pour son actuel Daily Times Nigeria le 30 mai 1963. Jose était en charge à un moment où le boom pétrolier commençait au Nigeria et les revenus publicitaires étaient abondants. Jose a embauché de jeunes diplômés et les a formés pour devenir des reporters et chroniqueurs indépendants et confiants. En 1965, il a créé le Times Journalism Institute, qui formait toujours des journalistes quarante ans plus tard.
En 1957, le journal a organisé le premier concours de beauté au Nigeria, Miss Nigeria, et a organisé le concours sans concurrence pendant de nombreuses années. Rosemary Anieze, Miss Nigeria 1960, a été renommée Miss Independence, et l'une des reines de beauté les plus médiatisées de l'histoire du Nigeria.
En 1963, le Daily Times a lancé les magazines Modern Woman et the Flamingo. À partir de 1963, la propriété du journal a été progressivement transférée aux Nigérians, un processus achevé le 31 mars 1974,,.
Dans les années 1970, le journal dominait l'industrie de l'édition au Nigeria avec une série de journaux et magazines connexes. En 1975, le Daily Times avait atteint une circulation de 275 000 exemplaires, tandis que le Sunday Times atteignait 400 000. Aucun autre journal nigérian n'avait atteint de tels niveaux, à l'exception du Daily Concord de MKO Abiola au début des années 1990.

### Propriété publique
Le gouvernement fédéral du Nigeria a acquis 60 % du Daily Times et de son principal concurrent, le New Nigerian Newspaper, le 1er septembre 1975. Une déclaration gouvernementale disait : Le gouvernement militaire fédéral souhaite déclarer que son acquisition de la propriété totale de New Nigeria et de l'équité (60 %) de DTN [Dailytimes Nigeria] ne contrariera en rien l'indépendance des journaux publiés par les deux établissements. Le gouvernement souhaite souligner sa politique de soutien total à la liberté de la presse en tout temps,,.
Cette déclaration était discutable, car la prise de contrôle visait clairement à réduire les critiques du gouvernement militaire. En mars 1976, Jose a été contraint de quitter son poste. En 1977, le gouvernement a assumé la propriété totale et le contrôle.
Au début, le journal a conservé un certain degré d'indépendance éditoriale. En 1979, l'Evening News, propriété du Daily Times, a publié un article disant que le chef Rotimi Williams était poursuivi par les enfants d'un client décédé. Rotimi a poursuivi avec succès le journal appartenant au gouvernement pour diffamation. Dans les années 1980 et au cours des années 1990, le journal a publié fréquemment des éditoriaux dénonçant la corruption et déplorant le déclin des valeurs morales.
En 1981, le rédacteur en chef, Tony Momoh, a été convoqué devant le Sénat dirigé par son président, Joseph Wayas, pour outrage. Dans ce qui est devenu une cause célèbre, Momoh a établi le droit de son journal à protéger ses sources. Dans un éditorial de 1983, le Daily Times déclarait « le taux de corruption, de pots-de-vin, d'indiscipline, d'immoralité, de tricherie, d'oisiveté, de toxicomanie, de vol à main armée, de contrebande et d'autres vices a actuellement pris une proportion alarmante dans ce pays ».
Onyema Ugochukwu était monté en grade, devenant le premier rédacteur en chef du Business Times avant de partir pour Londres en 1983 pour un mandat de quatre ans en tant que rédacteur en chef du magazine West Africa. Lorsqu'il est revenu en 1987, il a été nommé rédacteur en chef du Daily Times. En avril 1990, le rédacteur en chef de The Punch a été arrêté pour avoir publié un dessin animé[Information douteuse] suggérant que les Nigérians étaient mécontents qu'une récente tentative de coup d'État par Gideon Orkar ait échoué. En tant que président de la Nigerian Guild of Editors, Ugochukwu a coordonné une campagne pour persuader le gouvernement de libérer le rédacteur en chef de The Punch. Ugochukwu a joué un rôle conciliant entre la presse et le gouvernement militaire jusqu'à sa démission du journal en tant que directeur exécutif des publications en 1994.
La circulation a régulièrement diminué à mesure que les administrations des généraux Ibrahim Babangida et Sani Abacha resserraient le contrôle sur le journal dans les années 1990, et le public se tournait vers des publications indépendantes plus animées. Le journal était mal géré. Le 16 décembre 1998, peu de temps avant le retour à la règle civile, des centaines de travailleurs du Daily Times ont entamé une grève indéfinie car leurs salaires étaient impayés depuis cinq mois.
Sous l'administration civile du président Olusegun Obasanjo, le Bureau des entreprises publiques a entamé le processus de retour du Daily Times à la propriété privée. Après une tentative infructueuse d'offre publique (IPO), le Daily Times Nigeria Plc a été mis en vente en 2003. En 2004, Folio Communications a été approuvé comme l'enchérisseur préféré, prenant le contrôle avec 96,5 % des actions.

### Folio Communications
Le processus de vente était confus, entraînant divers procès. Les anciens employés n'ont pas reçu leurs indemnités de licenciement. Plus tard, Folio a payé certains des employés licenciés lorsque le journal a été fermé en 2007, mais beaucoup n'avaient pas été payés en 2010 malgré les efforts de leur syndicat pour obtenir l'argent qui leur était dû. Folio Communications, qui a officiellement repris le géant des médias le 14 mars 2007, a été accusé de dépeçage d'actifs.
Selon le propriétaire principal, Fidelis Anosike, le Daily Times possédait de vastes biens immobiliers, mais l'équipement et les bâtiments étaient obsolètes. Anosike a déclaré qu'il avait nommé Ben Okoye pour s'occuper de la vente de certains actifs pour financer la modernisation.
Quand Okoye et son ami, le sénateur Ikechukwu Obiorah, réalisent l'ampleur des biens immobiliers, ils commencent à planifier une prise de contrôle hostile et engagent des procédures judiciaires pour empêcher que l'entreprise ne soit redressée avant cela.
En avril 2010, le procureur général de la Fédération dépose une plainte de 21 chefs d'accusation de conspiration et de vol de biens d'une valeur de plus de 3 milliards de Naira appartenant à Daily Times Nigeria contre les frères Fidelis et Noel Anosike, propriétaires de Folio Communications. En mars 2011, un tribunal fédéral à Lagos rejette les accusations contre les Anosikes. Un tribunal de Lagos blanchit également le sénateur Ikechukwu Obiora de toute enquête de la police sur une prétendue émission de chèques sans provision à Folio Communications. Plus tard ce mois-là, un autre juge ne parvient pas à confirmer l'annulation des accusations contre les propriétaires.
En avril 2011, le journal imprimé n'avait toujours pas repris sa production.